# Martigné-Ferchaud
 Martigné-Ferchaud  es una población y comuna francesa, situada en la región de Bretaña, departamento de Ille y Vilaine, en el distrito de Rennes y cantón de Retiers.

## Demografía
| 3286 | 3227 | 3285 | 3150 | 2920 | 2634 |
| Para los censos de 1962 a 1999 la población legal corresponde a la población sin duplicidades (Fuente: INSEE [Consultar]) |      |      |      |      |      |

- Wikimedia Commons alberga una categoría multimedia sobre Martigné-Ferchaud.